# Mnàsees de la Fòcida
Mnàsees (grec antic: Μνασέας, llatí: Mnaseas) fou un governant de la Fòcida.
A la mort de Faïl·los de la Fòcida el 353 aC va ser nomenat custodi del jove Falec, fill d'Onomarc, successor de Faïl·los en el comandament suprem dels focis a la guerra sagrada. Va morir poc després en una batalla nocturna contra els tebans.